# Woodbury (Connecticut)
Woodbury és una població dels Estats Units a l'estat de Connecticut. Segons el cens del 2005 tenia 9.734 habitants.

## Demografia
Segons el cens del 2000, Woodbury tenia 9.198 habitants, 3.715 habitatges, i 2.574 famílies. La densitat de població era de 97,4 habitants/km².
Dels 3.715 habitatges en un 31,4% hi vivien nens de menys de 18 anys, en un 58,9% hi vivien parelles casades, en un 8% dones solteres, i en un 30,7% no eren unitats familiars. En el 25,4% dels habitatges hi vivien persones soles el 8,7% de les quals corresponia a persones de 65 anys o més que vivien soles. El nombre mitjà de persones vivint en cada habitatge era de 2,48 i el nombre mitjà de persones que vivien en cada família era de 2,99.
Per edats la població es repartia de la següent manera: un 24% tenia menys de 18 anys, un 4,4% entre 18 i 24, un 29,3% entre 25 i 44, un 29,3% de 45 a 60 i un 13% 65 anys o més.
L'edat mediana era de 41 anys. Per cada 100 dones de 18 o més anys hi havia 91,8 homes.
La renda mediana per habitatge era de 68.322 $ i la renda mediana per família de 82.641 $. Els homes tenien una renda mediana de 53.246 $ mentre que les dones 35.298 $. La renda per capita de la població era de 37.903 $. Aproximadament el 2,3% de les famílies i el 4,5% de la població estaven per davall del llindar de pobresa.

## Poblacions més properes
El següent diagrama mostra les poblacions més properes.